# Eccidio del Dordia
L'Eccidio del Dordia  è stata una strage avvenuta il 10 gennaio del 1945 ad opera dei soldati nazifascisti nei confronti di 18 giovani tra partigiani e civili nel comune di Varano de' Melegari, più precisamente nella valle del rio Dordia, un affluente del torrente Ceno, sull'Appennino Parmense.

## Contesto storico
Nel gennaio 1945 alcuni reparti militari tedeschi e fascisti risalirono in forza le alti valli del Taro, del Ceno e dello Stirone, in quello che viene ricordato come il "grande rastrellamento d’inverno". Strade e sentieri, boschi e fiume, case e cascinali, furono passati al setaccio dai soldati in assetto di guerra decisi a ripulire quei monti dalla presenza partigiana. Al loro passaggio i soldati lasciarono dietro di sé distruzione e violenza di ogni genere contro chiunque appartenesse alla Resistenza o che solo fosse sospettato di collaborare con essa.
Numerosi partigiani riuscirono a sottrarsi alla cattura grazie all'ordine di nascondersi e indietreggiare (sganciamento) dettato dal comandante della 31ª Brigata Garibaldi, Trasibulo (Ettore Cosenza), ma tuttavia una parte cadde ugualmente nelle mani dei rastrellatori, come capitò a 18 giovani a Varano de' Melegari che si erano rifugiati in un cascinale appartato in località Ca’ Cornali anche a causa delle abbondanti nevicate di quei giorni.
Sorpresi dai nazifascisti all'interno del gruppo di case nella piccola valle del Dordia, vennero condotti lungo un sentiero che porta verso la provinciale, dove però non giunsero mai. A metà strada furono fatti fermare, disposti a semicerchio e fucilati senza pietà. Dopo la scarica di mitragliatrice, i nazifascisti passarono ad uno ad uno i corpi con un colpo di grazia alla testa, che valse la vita ad una delle vittime che si era buttato a terra fingendosi morto dopo la raffica. Tutti morti, tranne Antonio Biggi che venne temporaneamente risparmiato; doveva trasportare il materiale militare in dotazione al reparto. Ma si trattò solo di una questione di tempo. Giunti in fondovalle anch’egli subì la medesima sorte dei suoi compagni; la fucilazione avvenne lungo le rive del fiume Ceno nei pressi del centro abitato di Varano de' Melegari. A destare scalpore oltre che alla barbaria in sé, fu soprattutto la giovanissima età di alcune delle vittime.
Quello del Dordia è uno dei tanti eccidi avvenuti in provincia di Parma nell'inverno tra il 1944 e il 1945. 

## Le vittime
- Ugo Bernazzoli (23 anni)
- Enrico Bertocchi (16 anni)
- Settimio Bertocchi (15 anni)
- Antonio Biggi (18 anni)
- Ennio Bonardi (17 anni)
- Ugo Bonnini (22 anni)
- Renato Bugelli (18 anni)
- Alfredo Camorali (27 anni)
- Giulio Dalla Chiesa (18 anni)
- Bruno Dodi (25 anni)
- Renzo Frambati (18 anni)
- Franco Furoncoli (20 anni)
- Antonio Mazzocchi (18 anni)
- Sergio Mordaci (21 anni)
- Armando Pagliari (Salsomaggiore, 19 anni)
- Giulio Rovacchi (21 anni)
- Luigi Rovelli (19 anni)
- Ennio Valenti (17 anni)

Fonte

## Memoria
L'eccidio e non solo valsero la medaglia di bronzo al valor militare al Comune di Varano de' Melegari che tuttora si impegna a commemorare la strage ogni seconda domenica di gennaio. Inoltre nell'ufficio comunale del sindaco di Varano è presente un grande quadro che rappresenta il misfatto. Il luogo della fucilazione è una radura sulle rive del rio Dordia facilmente riconoscibile grazie ad un obelisco commemorativo.